# تبدیل هارتلی گسسته
تبدیل هارتلی گسسته (به انگلیسی: Discrete Hartley transform) (مخفف انگلیسی: DHT) یک تبدیل مرتبط با تبدیل فوریه است که مانند تبدیل فوریه گسسته (DFT) بر روی داده‌های گسسته و متناوب اعمال می‌شود. تفاوت اصلی این تبدیل با DFTها در عدم وجود اعداد مختلط در ورودی‌ها و خروجی‌های این تبدیل است. این امر از آنجا نشأت می‌گیرد که از تبدیل هارتلی گسسته تنها برای تبدیل داده‌های واقعی (که اعداد مختلط در آن‌ها حضور ندارند) به‌کار می‌روند.

## تعریف
تبدیل هارتلی گسسته یک تابع خطیِ وارون‌پذیر به‌صورت H : Rn -> Rn است که در آن R برابر با اعداد حقیقی می‌باشد. در این تبدیل با استفاده از فرمول زیر N عدد حقیقی x0, ...., xN-1 به N عدد حقیقی H0, ..., HN-1 نگاشت می‌شوند:
{\displaystyle H_{k}=\sum _{n=0}^{N-1}x_{n}\left[\cos \left({\frac {2\pi }{N}}nk\right)+\sin \left({\frac {2\pi }{N}}nk\right)\right]\quad \quad k=0,\dots ,N-1}
توجه داشته باشید که عبارت {\displaystyle \cos(z)+\sin(z)\!} {\displaystyle ={\sqrt {2}}\cos(z-{\frac {\pi }{4}})} گاهی با نماد {\displaystyle \mathrm {cas} (z)\!} نشان داده می‌شود و نباید آن‌را با {\displaystyle e^{-iz}=\cos(z)-i\sin(z)\!} (i یک عدد موهومی است) که در معادله DFT وجود دارد، اشتباه گرفت.